# 유타주도 제42호선
유타주도 제42호선(Utah State Route 42)은 유타주의 주도로, 아이다호주 경계선 근처인 몰타에서 컬루 교차로까지 이어주는 총 연장 7.39 mi의 거리를 이루며 공교롭게도 해당 도로는 박스엘더군을 관통하고 있는 것으로 보인다. 교차하고 있는 도로는 유타주도 제30호선과 아이다호주도 제81호선 등이 있다. 다만, 해당 도로는 우회 구간을 가진 우회 도로로, 주간고속도로 제84호선이 성립되기 직전까지만 하여도 구 국도 제30S호선의 일부를 이룬다. 역사적으로 볼 때 이 도로는 1912년 주도로 지정되었지만, 1927년에는 도로 번호가 제정되면서 유타주도 제42호선이라는 도로 번호를 부여하였다.

## 주요 경유지
- 기점 : 유타주와 아이다호주의 경계 지점
- 종점 : 컬루 교차로
- 총 연장 : 7.390 mi (11.893 km)
- 접촉하는 도로 : 유타주도 제30호선